# Sir Charles Hamilton Sound
De Sir Charles Hamilton Sound of kortweg Hamilton Sound is een zeestraat in het uiterste oosten van Canada. De ongeveer 50 km lange zeestraat scheidt New World Island en de noordkust van het eiland Newfoundland enerzijds van Fogo Island en de Change-eilanden anderzijds.

## Geografie
De straat is zo'n 50 km lang en gemiddeld 10 à 20 km breed. De sound heeft enkele zijbaaien aan Newfoundlands noordkust, waaronder Gander Bay, Dog Bay en Rocky Bay. De zeestraat kent vele tientallen eilanden, voornamelijk in het noorden en westen, met de Indian Islands als grootste archipel.
Enkele aan de Hamilton Sound gelegen plaatsen zijn Change Islands en Seldom-Little Seldom.